# Lejeunea kamerunensis
Lejeunea kamerunensis là một loài Rêu trong họ Lejeuneaceae. Loài này được (Stephani) Vanden Berghen mô tả khoa học đầu tiên năm 1972.